# Мазуркевич Лев Федорович
Лев Федорович Мазуркевич (біл. Леў Фёдаравіч Мазуркевіч, рос. Лев Федорович Мазуркевич; вересень 1939, Борисов — 4 лютого 2019) — білоруський радянський футбольний тренер. Перший тренер футбольного клубу БАТЕ.

## Біографія
Закінчив Мінський інститут фізкультури, після чого повернувся працювати в рідне місто в новостворений футбольний клуб БАТЕ, з яким виграв ряд республіканських трофеїв.
В 1996 році взяв участь у відродженні клубу.

## Досягнення

### Тренерські
- Чемпіон БРСР: 1974, 1976, 1979
- Срібний призер чемпіонату БРСР: 1978
- Володар Кубка Білоруської РСР: 1976